# Hrvatska Kostajnica
Pour les articles homonymes, voir Kostajnica.
Hrvatska Kostajnica est une ville et une municipalité située dans le comitat de Sisak-Moslavina, en Croatie. Au recensement de 2001, la municipalité comptait 2 746 habitants, dont 77,02 % de Croates et 15,77 % de Serbes et la ville seule comptait 1 993 habitants.

## Localités
La municipalité de Hrvatska Kostajnica compte 7 localités :
- Čukur
- Hrvatska Kostajnica
- Panjani
- Rausovac
- Rosulje
- Selište Kostajničko
- Utolica

## Personnalités
- Svetozar Borojević von Bojna, général austro-hongrois, est né à Hrvatska Kostajnica en 1856 (mort en 1920).